# Gomphichis scaposa
Gomphichis scaposa är en orkidéart som beskrevs av Rudolf Schlechter. Gomphichis scaposa ingår i släktet Gomphichis och familjen orkidéer.
Artens utbredningsområde är Colombia. Inga underarter finns listade i Catalogue of Life.